# رامی فایز
رامی فایز (انگلیسی: Rami Fayez؛ زادهٔ ۲۳ سپتامبر ۱۹۸۶) یک بازیکن فوتبال اردنی‌تبار اهل قطر است.

## تیم ملی
وی همچنین در تیم ملی فوتبال قطر بازی کرده است.